# Asmild Kloster
Asmild Kloster (1179: Asmiald; Asmind) var til reformationen et nonnekloster under augustinerordenen Asmild Sogn i det tidligere Nørlyng Herred Viborg Amt,  nu Viborg Kommune.
Klosteret er nævnt første gang i et brev fra 1167 fra Pave Alexander 3., hvori han bekræfter at nonneklosteret ved Sankt Margareta Kirke i Asmild er underlagt kannikkebrødrene ved domkirken i Viborg. 
Bisperne havde
deres egen gård på stedet (endnu 1543 nævnes Asmild Bisfiegaard), og om den
bekendte Biskop Gunner, († 1251), hedder det, at han ofte opholdt sig her, hvor han
førte et gæstfrit hus, og hvor han døde.  I tidens løb samlede klosteret sig en del ejendomme, således i Viborg by og i Asmild Sogn (bl.a. Rindsholm Skov, der 1535 dog tilskødedes Bisp Jørgen Friis). Klosteret havde sit eget birk med en priorinde i spidsen (1450 nævnes Else Svendsdatter, 1489, 1530 og 1535 Maren Lauridsdatter) samt en Prior (1175: Arnfast). 
Klosteret blev nedlagt efter reformationen i 1536 og blev krongods, som Anders Skeel til Jungetgård fik som len. Nonnerne fik lov at blive boende, og nævnes så sent som 1552. Fra 1543 til sin død i 1551 sad den afsatte Vendsyssel-biskop Stygge Krumpen som lensmand. han modtog det livsvarige forlening efter omsider at have skrevet under på, at han anerkendte reformationen i 1536. 
Man kender ikke meget til de oprindelige klosterbygninger, der nedbrændte totalt i 1713. Da opførtes en  bindingsværksgård i tre fløje. De to brændte i 1907. I 1906 erhvervede kommunen resterne af Asmildkloster hovedgård. Det eneste, der er tilbage af det oprindelige kloster, er kirken og en dyb stenbrønd. Asmild Kirke er en af Danmarks ældste kirker – formentlig bygget i slutningen af 1000-tallet. Den var sognekirke før den blev en del af klosteret.